# Полківнича
Полківнича (Полковниче, Полковніче) — колишнє село в Маньківському районі Черкаської області, нині у складі села Іваньки.

## Історія
Назва села походить від місця перебування в цьому населеному пункті полковника зі штабом. Найдавніші відомості про нього сягають до початку XVII століття.

У 1864 році Лаврентій Похилевич так занотував про це поселення: 
|  | Полковниче, село отделяется от м. Иваньки только ручьем. Жителей обоего пола 861; земли 2375 десятин. Церковь Троицкая, деревянная, 7-го класса, земли имеет 38 десятинь, і построена 1782 года. |

У 1900 році село Полковниче, через яке протікали річечки — Кишиха та Якубовка, належить до Іваньківської волості Уманського повіту Київської губернії; землі для поселення виділено 1981 десятина; число дворів — 154; мешканців: чоловіків — 615, жінок — 601. На той час тут діяли: церква, два водяні млини.
12 липня 1958 року поселення приєднано до села Іваньки
У 1966 році за наказом секретаря райкому КПРС було спалено історичну пам'ятку XIX століття — церкву Покрови Пресвятої Богородиці.